# Zimní stadion Příbram
Zimní stadion Příbram je hokejový stadion, který se nachází v české Příbrami. Má dvě ledové plochy pro trénink i turnaje v ledním hokeji, umožňuje také trénink bruslení a inline bruslení, dále je zde zrcadlový sál pro cvičení nebo pořádání setkání. Velká hala nabízí hlediště pro 3 500 sedících a 700 stojících diváků. Vlastníkem objektu je město a správcem Sportovní zařízení města Příbram.

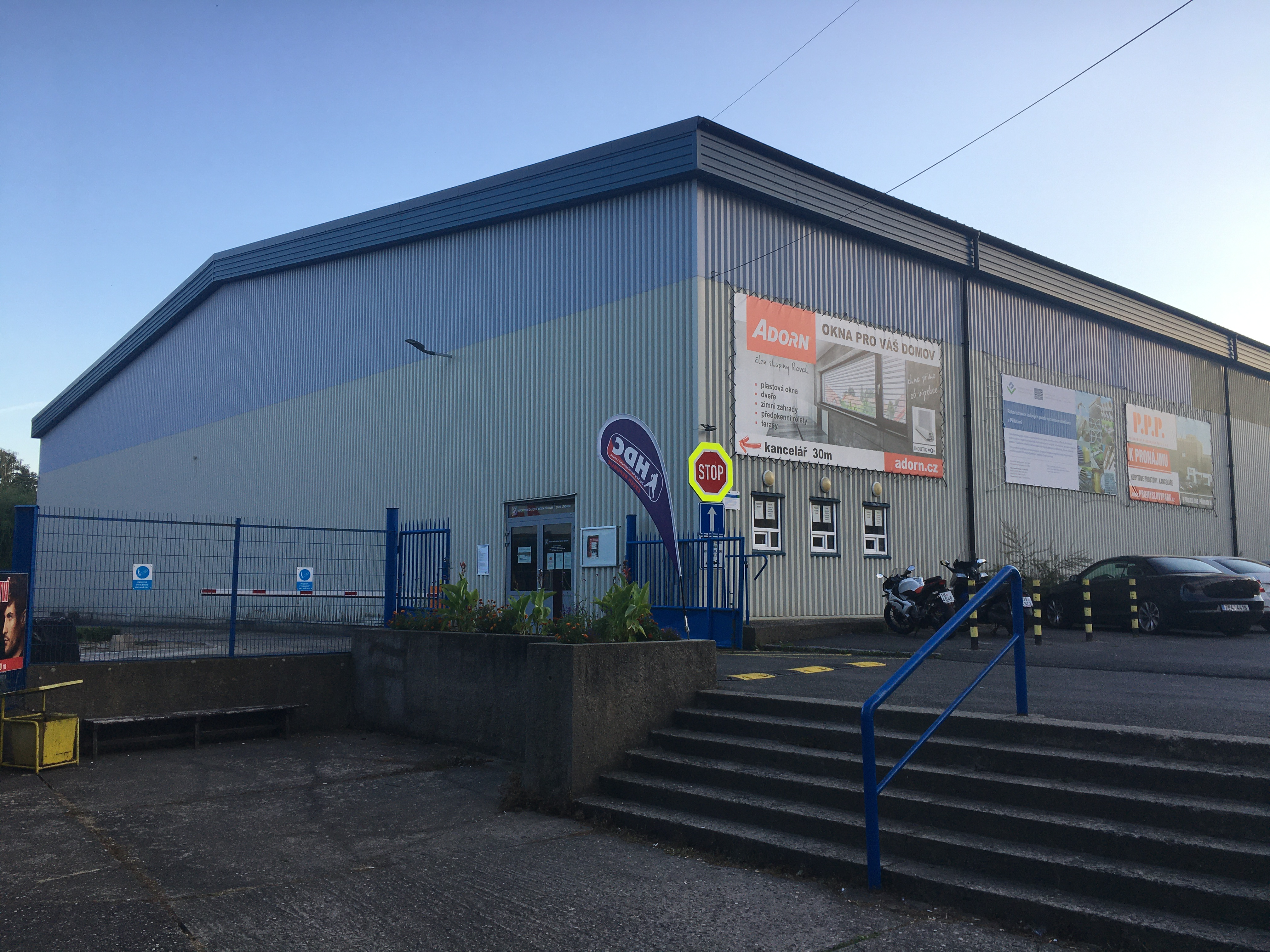
Sousední malá hala zimního stadionu

## Kluby
lední hokej
- HC Příbram (1933– )
- VTJ Příbram (1962-1991)
- HK Příbram 99 (1999-)
- TJ Spartak Příbram (2004-)